# Neobisium carsicum
Neobisium carsicum är en spindeldjursart som beskrevs av Hadzi 1933. Neobisium carsicum ingår i släktet Neobisium och familjen helplåtklokrypare. Inga underarter finns listade i Catalogue of Life.